# Céline Martin
Marie-Céline Martin O. C. D. (mais conhecida como Céline Martin) na religião Genevieve da Sagrada Face (nascida em 28 de abril de 1869 em Alençon, França — 25 de fevereiro de 1959 em Lisieux) foi uma freira francesa da Ordem dos Carmelitas Descalços. Ela é uma das irmãs de Santa Teresa de Lisieux.
Depois de cuidar de seu pai até sua morte, ela entrou para o Carmelo em Lisieux em 1894 (ela se juntou a outras três de suas irmãs). Quando ela morre em 1959, ela desaparece como a última testemunha viva da família Martin.

## Biografia

### Infância
Céline Martin é a sétima filha de Luis e Zélie Martin (e sua quarta filha, a penúltima). Ela nasceu em 28 de abril de 1869 em Alençon na Normandia, onde passou os primeiros anos de sua infância. Ela foi batizada em 5 de setembro em Alençon.
Em sua autobiografia (História de uma alma), Teresa diz que Céline era sua irmã favorita. Teresa também indica que Céline estava cheia de alegria, bondade e virtude, e todos pequenos, muitas vezes elas tocavam juntas. Após a morte de sua mãe, em 28 de agosto de 1877, a família Martin mudou-se para Lisieux, onde se mudou para a vila "Les Buissonnets". Marie, a filha mais velha da família Martin, de 17 anos, cuidava da casa da família com a ajuda de uma empregada doméstica. Pauline, é responsável pelo quarto de Céline e a educação e os cuidados de Teresa.
De 1877 a 1885, Céline estudou na escola da abadia beneditina de Lisieux. Céline mostra talentos artísticos muito jovens. Na escola do convento, ela era a "presidente dos Filhos de Maria". Durante a sua escolaridade, ela ganha quase todos os anos o primeiro prêmio. Entre as irmãs Martin, ela tem uma relação particularmente estreita com Teresa e até mesmo se torna sua confidente.

### Senhora da casa
Em agosto de 1886, Marie, a filha mais velha Martin, por sua vez, entra no Carmelo de Lisieux (depois de Pauline). Em outubro do mesmo ano, Leonie entra para o convento de Clarissas. Sobraram apenas ela e sua irmã Teresa para cuidarem de seu pai, Luis Martin. O último, em seguida envelhecido, Céline foi promovida dona de casa.
Em Novembro de 1887, Céline participou de uma peregrinação a Roma (peregrinação diocesana organizada por ocasião do jubileu do Papa Leão XIII). Esta peregrinação acontece com sua irmã Teresa e seu pai Luis. No caminho eles passam por Paris, então na viagem de volta de trem é feita pela Suíça. Na Itália, eles visitam Milão, Veneza, Bolonha e Roma.
Em abril de 1888, Teresa entrou para o Carmelo, deixando sua irmã Celine para cuidar sozinha do pai idoso. Celine também é convidada a se casar ao mesmo tempo, mas ela se recusa (querendo entrar no convento). Ela fala com seu pai em 16 de junho, mas fica com ele para acompanhá-lo em sua velhice. Luis Martin declina rapidamente e começa a perder a cabeça. Celine permanece com ele até sua morte em 29 de julho de 1894.

### A entrada para o convento
Após a morte de seu pai, tendo resolvido questões de sucessão familiar, Céline entra no Carmelo de Lisieux em 14 de setembro de 1894. Ela tem 25 anos. Ela se junta a suas irmãs Pauline, Marie e Teresa que entraram antes dela. Enquanto ela é uma noviça, ela escolhe a Irmã Marie da Santa Face como seu nome de freira, mas quando ela se habitua em 5 de fevereiro de 1895 ela opta pela Irmã Geneviève da Santa Face. Em 24 de fevereiro de 1896 ela faz sua profissão e leva o nome de Genevieve da Sagrada Face. Durante a sua formação no Carmelo, foi sua irmã mais nova, Teresa, que foi a sua companheira, Teresa garante assim a formação de sua mais velha: Irmã Genevieve da Santa Face.
No convento, Céline fez algumas fotos e pinturas de Teresa de Lisieux. Após a morte de sua irmã mais nova, irmã Genevieve tem um papel ativo na difusão da mensagem de Teresa através da escrita, fotografia e imagem. Em 1952 é publicado um livro de Souvenirs Souvenirs e Lembranças da Irmã Geneviève. Este livro foi traduzido e reeditado várias vezes.
Nas décadas seguintes à morte de Teresa, a irmã Geneviève, a filha mais nova dos Martin, continuou sendo uma das testemunhas mais importantes da vida de Santa Teresa e sua doutrina sobre o "pequeno caminho".
Em 1956, Céline participou do processo de beatificação diocesana de seus pais Luis e Zélie Martin. Em 12 de dezembro de 1958, Céline está sofrendo de uma forte exaustão, os médicos detectam várias patologias (insuficiência do miocárdio, arritmia, com complicação de deficiência renal e impulsos de congestão com os pulmões). Uma lenta agonia fará com que ela silenciosamente morra em 25 de fevereiro de 1959. Após sua morte, seu corpo foi exposto à veneração dos fiéis até o dia 27 de fevereiro. Seu funeral foi celebrado em 28 de fevereiro na Igreja do Carmelo, na presença de quatro bispos (incluindo um representante da Santa Sé) e muitos sacerdotes e religiosos. Seus restos mortais são depositados no cofre sob a capela com aqueles de duas de suas irmãs, Pauline e Marie.